# Klaus Richter (Physiker)

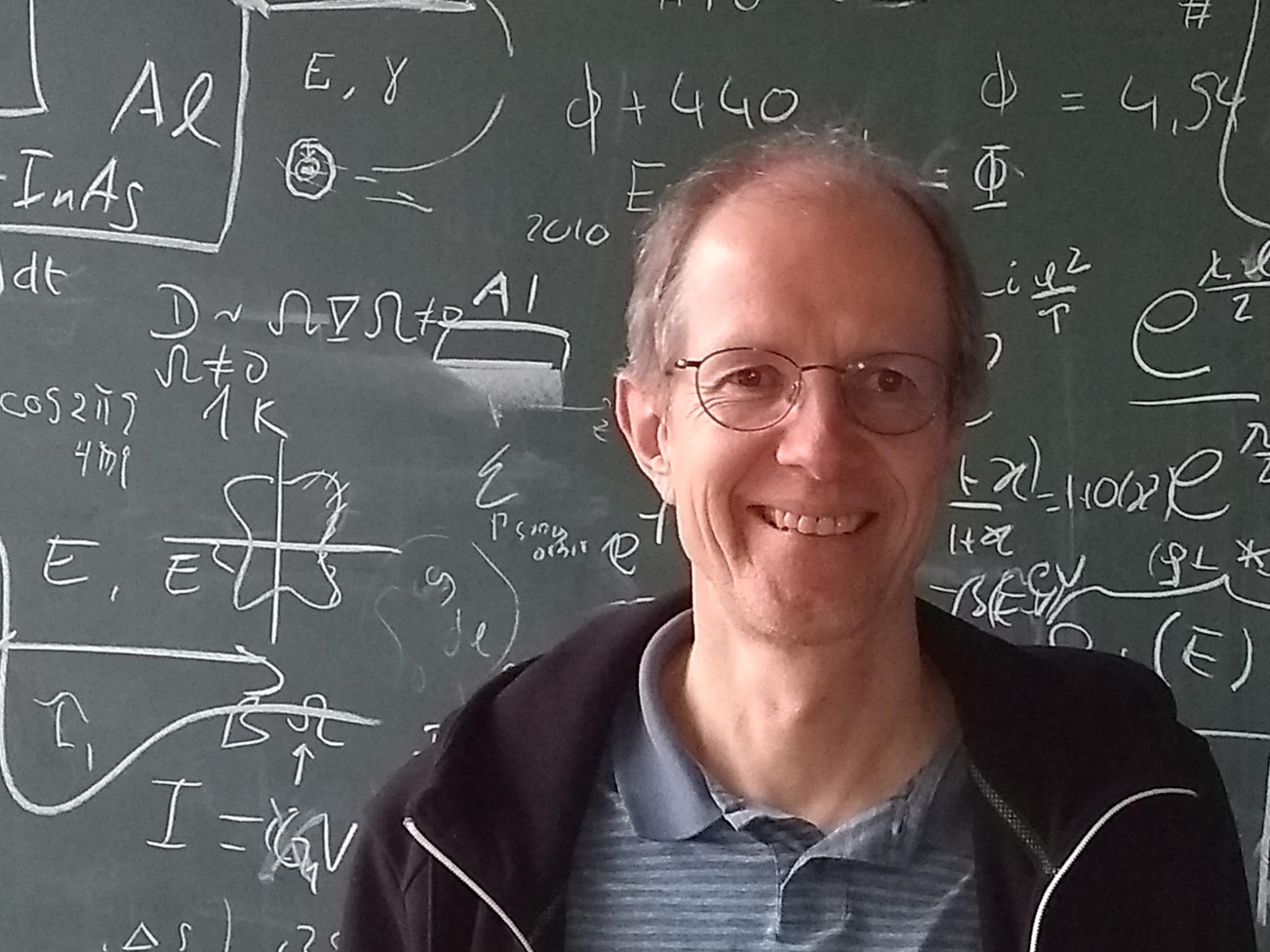
Klaus Richter in seinem Büro an der Universität Regensburg, 2023

Klaus Richter (* 26. Dezember 1962 in Kiel) ist ein deutscher theoretischer Physiker und Hochschullehrer. Seit dem 21. März 2024 ist er Präsident der Deutschen Physikalischen Gesellschaft.

## Leben und Wirken
Klaus Richter studierte Physik an den Universitäten in Kiel und Freiburg. An letzterer wurde er 1991 mit einer Arbeit zu Rydberg-Zuständen im Helium-Atom promoviert (Doktorvater: John S. Briggs). Nach einem längeren Gastaufenthalt am Max-Planck-Institut für Festkörperforschung in Stuttgart war er von 1992 bis 1994 Postdoktorand an der Universität Paris-Süd in Orsay/Paris. In dieser Zeit gelangen ihm und seinen Mitautoren mit Hilfe der semiklassischen Näherung quantenmechanischer Systeme wichtige Erkenntnisse zu Helium-Atomen und orbitalem Magnetismus. Im Anschluss an eine zweijährige Tätigkeit als wissenschaftlicher Assistent an der Universität Augsburg, wo er sich 1998 zum Thema „Semiclassical Theory of Mesoscopic Quantum Systems“ habilitierte, leitete er von 1996 bis 2001 eine Nachwuchsgruppe am Max-Planck-Institut für Physik komplexer Systeme in Dresden.
Seit 2001 hat Richter an der Universität Regensburg einen Lehrstuhl im Bereich der Theorie der Kondensierten Materie inne. Dort forscht er auf den Gebieten der Festkörperphysik, der Physik kalter Atome und des Vielteilchen-Quantenchaos. Seit 2017 ist er Sprecher des DFG-Sonderforschungsbereichs „Emergente relativistische Effekte in der Kondensierten Materie“.
In der Deutschen Physikalischen Gesellschaft war Richter von 2006 bis 2009 Sprecher des Fachverbands „Dynamik und Statistische Physik“, von 2012 bis 2015 Sprecher der Sektion „Kondensierte Materie“ und von 2017 bis 2021 Mitglied im Vorstand verantwortlich für Wissenschaftliche Programme und Preise. Seit dem 21. März 2024 ist er Präsident der Deutschen Physikalischen Gesellschaft.

## Auszeichnungen
- Physik-Preis Dresden (2019)[6]
- Professor des Jahres 2022 der UNICUM-Unternehmensgruppe[7]